# Borgonovo Val Tidone
Borgonovo Val Tidone é uma comuna italiana da região da Emília-Romanha, província de Piacenza, com cerca de 6.819 habitantes. Estende-se por uma área de 51 km², tendo uma densidade populacional de 134 hab/km². Faz fronteira com Agazzano, Castel San Giovanni, Gragnano Trebbiense, Nibbiano, Pianello Val Tidone, Rottofreno, Sarmato, Ziano Piacentino.

## Demografia
| Variação demográfica do município entre 1861 e 2011                               |
|                                                                                   |
| Fonte: Istituto Nazionale di Statistica (ISTAT) - Elaboração gráfica da Wikipedia |